# 乌特苏姆
乌特苏姆（德語：Utersum）是德国石勒苏益格－荷尔斯泰因州的一个市镇。总面积5.26平方公里，总人口413人，其中男性187人，女性226人（2011年12月31日），人口密度79人/平方公里。